# Dolina Czarna Bielska

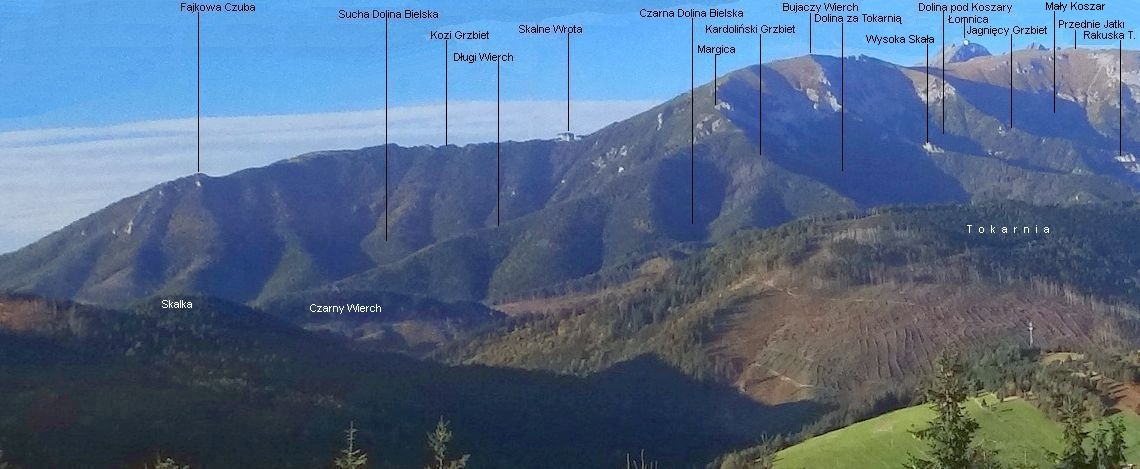
Widok z Magury Spiskiej

Dolina Czarna Bielska lub Dolina Czarna (słow. Čierna dolina) – dolina na północnej stronie słowackich Tatr Bielskich.
Dolina nie dochodzi do grani głównej Tatr Bielskich. Jej najwyższy punkt znajduje się na wysokości około 1600 m, w którym Margica rozgałęzia się na dwa grzbiety; Długi Grzbiet i Kardoliński Grzbiet. Orograficznie prawe ograniczenie Doliny Czarnej tworzy Długi Wierch, w którego zbocza od strony Doliny Czarnej wcina się kilka żlebów. Lewe zbocza doliny tworzy Kardoliński Grzbiet, w którym wyróżnia się (w kolejności z góry na dół): Kardolińska Przełęcz Wyżnia, Kardoliński Wierch, Kardolińska Przełęcz i Czarny Wierch. Dolina jest bardzo wąska i wszystkie jej zbocza są strome. Dnem doliny płynie Czarny Potok – przeważnie tylko na krótkich odcinkach. Wapienne podłoże powoduje, że potok na większej części swojego biegu zanika płynąc podziemnymi przepływami. Dolina ma wylot w Kotlinach, około 200 m na południe od Kardolina. Wylotem doliny biegnie Droga Wolności.
Dnem doliny prowadzi szeroka droga leśna mająca swój początek około 50 m na południe od Czarnego Potoku i około 800 m na południe od leśniczówki Kardolin. Odgałęzia się od niej droga leśna na Kardolińską Przełęcz. W górnej części drogi prowadzącej przez Dolinę Czarną odgałęziają się ścieżki prowadzące na Długi Wierch, Kardolińską Przełęcz i Kardoliński Grzbiet.
Dolina znajduje się na obszarze TANAP-u, ale poza jego obszarem ochrony ścisłej. Prowadzona w niej jest gospodarka leśna (głównie wyrąb drzewa).